# 121718 Ashleyscroggins
121718 Ashleyscroggins è un asteroide della fascia principale. Scoperto nel 1999, presenta un'orbita caratterizzata da un semiasse maggiore pari a 3,0569443 UA e da un'eccentricità di 0,0744232, inclinata di 16,20742° rispetto all'eclittica.